# Телемаркетинг
Телема́ркетинг (англ. Telemarketing — телефонний маркетинг) — вид прямого маркетингу, при якому спілкування продавця і покупця відбувається за допомогою засобів телефонії. У більш вузькому сенсі телемаркетинг — це продаж товарів або послуг по телефону.
Телемаркетинг все частіше спирається на можливості таких сучасних засобів, як CRM-системи, назва яких є абревіатурою від англійського терміна Customer Relationship Management — «управління взаємовідносинами з клієнтами». Такі системи являють собою інформаційно-аналітичну технологію підтримки взаємодії з клієнтами у всіх організаційних аспектах: при просуванні і продажі товарів, при обслуговуванні клієнтів, при проектуванні та виробництві нової продукції.
Телемаркетинг реалізує функцію комунікації з масовим клієнтом в інтересах реклами, маркетингових досліджень, просування товарів і послуг на диференційовані ринки і післяпродажної підтримки клієнтів. Фахівці, зайняті телемаркетингом, зазвичай виділені у великих компаніях в самостійний структурний підрозділ. У невеликих і середніх компаніях для продажів товарів або послуг часто використовують телемаркетологів, що працюють на замовлення.
Головною перевагою телемаркетингу є можливість оперативного отримання інформації з перших вуст. Переваги телемаркетингу перед традиційною рекламою полягають у можливості цільового відбору аудиторії, її високої залученості в процес.

## Історія
Термін телемаркетинг вперше був широко використаний наприкінці 1970-х років для опису комунікацій компанії Bell System, які стосувалися нових видів використання вихідних WATS(Wide Area Telephone Service) і вхідних безплатних послуг.